# خواکین گو
خواکین گو (انگلیسی: Joaquín Gho؛ زادهٔ ۱۴ مهٔ ۲۰۰۳) بازیکن فوتبال است.